# 止暴制亂
止暴制亂，為中國共產黨中央委員會總書記習近平於2019年11月15日提出平息香港的反對逃犯條例修訂草案運動的口號。習近平認為，香港有持續發生的激進暴力犯罪行為，這些行為嚴重踐踏法治和社會秩序，破壞香港繁榮穩定，挑戰「一國兩制」原則底線，止暴制亂、恢復秩序是香港當前最緊迫任務。而香港行政長官林鄭月娥出席座談會時亦表示，2019年6月以來，香港面對前所未有的衝擊，香港特別行政區政府目前最重要的工作是止暴制亂，盡快恢復社會秩序。

## 軼事
2019年11月5日傍晚，中共中央机关报《人民日報》旗下人民網（香港）的Facebook專頁上載一張圖片，讚揚時任警務處副處長鄧炳強數天前在港島親自「落場平暴」，但帖文的配圖中的文字卻是「全力以赴 止暴『製』亂」，外界猜測可能是製圖者將原來的簡體字轉成繁體字時出錯，因為「製」同「制」的簡體字都一樣是寫作「制」，他應是在繁簡轉換時疏於校正，才弄出笑話。